# Peter Tatsuo Doi
Peter Tatsuo Doi (辰 雄Doi Tatsuo) (22 de dezembro de 1892 - 21 de fevereiro de 1970) foi um cardeal japonês da Igreja Católica.  Ele serviu como arcebispo de Tóquio de 1937 até sua morte, e foi elevado ao cardinalato em 1960.

## Biografia
Doi nasceu em Sendai. Veio de uma antiga família de samurais. Batizado em 21 de abril de 1902, com seus pais, irmãs e irmão mais novo. Ele estudou no seminário em Sendai e na Pontifícia Universidade Urbaniana em Roma.
Doi foi ordenado ao sacerdócio em 1 de maio de 1921. Doi então fez trabalho pastoral na diocese de Sendai até 1934, quando foi nomeado Secretário da Delegação Apostólica no Japão.
Em 2 de dezembro de 1937, Doi foi nomeado arcebispo de Tóquio pelo Papa Pio XI. Ele recebeu sua consagração episcopal em 13 de fevereiro de 1938, em Tóqui, do arcebispo Jean-Alexis Chambon, MEP, com os bispos Paul Aijiro Yamaguchi e Marie-Joseph Lemieux, OP, servindo como co-consagradores.
Durante a Segunda Guerra Mundial, Doi atuou como diretor-executivo do Comitê Central Católico Nacional. Assistente no Trono Pontifício, 14 de julho de 1956.
O Papa João XXIII criou o Cardeal-presbítero de S. Antonio da Pádua na Via Merulana no consistório de 28 de março de 1960. Doi, esperado pelo Vaticano para animar a Igreja no Japão,  tornou-se o primeiro membro japonês do Colégio dos Cardeais. Frequentou o Concílio Vaticano II de 1962 a 1965, e mais tarde foi um dos cardeais eleitores que participaram do Conclave de 1963 que selecionou o Papa Paulo VI.
Doi, junto com Stefan Wyszyński, ajudou Pierre-Paul Méouchi a entregar uma das mensagens finais do Vaticano II em 8 de dezembro de 1965.
Na sua morte, o Cardeal era presidente da Conferência Episcopal do Japão.
Doi morreu em Tóquio, aos 77 anos, de pneumonia. Ele foi enterrado Cemitério Católico Fuchu em Tóquio.